# Sales Oliveira
Sales Oliveira là một đô thị ở bang São Paulo của Brasil. Đô thị này nằm ở vĩ độ 20º46'19" độ vĩ nam và kinh độ 47º50'17" độ vĩ tây, trên khu vực có độ cao 730 m. Dân số năm 2004 ước tính là 10 194 người.

## Địa lý
Dữ liệu điều tra - 2007
Độ cao: 730 m
Dân số: 8.623 người
Tổng diện tích: 304,6 km²
Mật độ dân số: 28,31 người/km²
Tỷ lệ tử vong trẻ sơ sinh dưới 1 tuổi (trên một triệu người): 9,86
Tuổi thọ bình quân (tuổi): 74,80
Tỷ lệ sinh (số trẻ trên mỗi bà mẹ): 2,17
Tỷ lệ biết đọc biết viết: 92,40%
Chỉ số phát triển con người (HDI-M): 0,819
- Chỉ số phát triển con người - Thu nhập: 0,735
- Chỉ số phát triển con người - Tuổi thọ: 0,830
- Chỉ số phát triển con người - Giáo dục: 0,892

(Nguồn: IPEADATA)

### Các xa lộ
- SP-328
- SP-330
- SP-351